# Charlie Smith
Charles Smith (* 15. April 1927 in New York City; † 15. Januar 1966 in New Haven (Connecticut)) war ein US-amerikanischer Jazz-Schlagzeuger des Swing und Modern Jazz.
Charlie Smith wurde 1947 Berufsmusiker, begleitete 1948 Ella Fitzgerald mit Hank Jones und Ray Brown, spielte unter anderem bei Erroll Garner (1949), Benny Goodman, Slam Stewart, Duke Ellington, Oscar Pettiford und Charles Mingus (1952). Auf der einzigen Fernsehaufnahme mit Charlie Parker anlässlich der Verleihung des Down-Beat-Polls 1952 saß er am Schlagzeug. Anschließend arbeitete er bei Billy Taylor (1952–54), Henri Renaud (1954), Aaron Bell (1954–56), Herbie Mann (1957) und Wild Bill Davison (1959). In den 1960er Jahren trat Smith in das Trio von Dwike Mitchell und Willie Ruff ein. Daneben erteilte er Unterricht und widmete sich dem Komponieren.

## Auswahldiskografie
- Charlie Smith Trio: Jazzville, Vol.3 (Fresh Sound, 1953) mit Hank Jones, Oscar Pettiford
- Milt Jackson: The Birdlanders, Vol. 1
- Charles Mingus: The Young Rebel